# Michael Kayode
Michael Kayode, né le 10 juillet 2004 à Borgomanero en Italie, est un footballeur italien, qui évolue au poste d'arrière droit au Brentford FC, en prêt de l'ACF Fiorentina.

## Biographie

### En club
Né à Borgomanero en Italie et d'origine nigériannes, Michael Kayode est notamment formé par la Juventus FC pendant sept ans, jusqu'aux moins de 14 ans, mais il n'est pas conservé et rejoint l'ASDC Gozzano, d'abord sous la forme d'un prêt, puis définitivement en 2020. Le 23 juillet 2021 il rejoint l'ACF Fiorentina, où il poursuit sa formation,.
Le 1er août 2022, Kayode signe son premier contrat professionnel avec la Fiorentina. Il est alors lié au club jusqu'en juin 2025, avec une année supplémentaire en option.

### En sélection
Michael Kayode est convoqué avec l'équipe d'Italie des moins de 19 ans pour participer au Championnat d'Europe des moins de 19 ans en 2023. Après avoir battu l'Espagne, l'Italie atteint la finale de la compétition, où elle affronte le Portugal.

## Statistiques
| Saison                | Club                  | Championnat           | Championnat | Championnat | Coupe(s) nationale(s) | Coupe(s) nationale(s) | Supercoupe | Supercoupe | Compétition(s) continentale(s) | Compétition(s) continentale(s) | Compétition(s) continentale(s) | Total | Total |
| Saison                | Club                  | Division              | M.          | B.          | M.                    | B.                    | M.         | B.         | Comp.                          | M.                             | B.                             | M.    | B.    |
| 2023-2024             | ACF Fiorentina        | Serie A               | 16          | 1           | 2                     | 0                     | 1          | 0          | C4                             | 5                              | 0                              | 24    | 1     |
| Total sur la carrière | Total sur la carrière | Total sur la carrière | 16          | 1           | 2                     | 0                     | 1          | 0          | -                              | 5                              | 0                              | 24    | 1     |

## Palmarès
Italie -19 ans
- Championnat d'Europe
  - Vainqueur en 2023